# 埃尔金县
埃尔金县（英語：Elgin County）是加拿大安大略省西南部的一个县，南面瀕臨伊利湖，西南接查塔姆-肯特自治區，北鄰米德爾塞克斯縣，東北及牛津縣，東面則與諾福克縣為鄰，总面积達1,880.90平方（726.22平方英里）。埃爾金縣的縣治設於圣托马斯市，而聖湯瑪士市和埃爾金縣亦屬於同一個人口普查區；然而，聖湯瑪士市卻是一個獨立於埃爾金縣的分割行政區（separated municipality），兩者在行政上互不相干。據2011年人口普查所示，埃爾金縣連同聖湯瑪士市共有87461名居民。

## 歷史
英屬北美西部（即現安大略和魁北克南部）於1788年劃為五個分區，現埃爾金縣一帶成為黑森區（District of Hesse）的一部分。上加拿大殖民地成立後，當局於1792年將黑森區更名為西部區（District of Western），並於同年在上加拿大境内劃下19個縣，現埃爾金縣一帶成為薩福克縣（Suffolk County）的一部分，到1800年則改屬新成立的倫敦區（District of London）和米德爾塞克斯縣。當時上加拿大轄下的縣只作選舉、民兵防衛、勘探和土地註冊之用，沒有地方行政功能；此地的實際行政事務先後由西部區和倫敦區負責。
倫敦區議會（London District Council）於1842年在倫敦首次召開會議，與會代表來自米德爾塞克斯縣（包括現埃爾金縣）轄下的鎮鄉。到了1840年代中期，米德爾塞克斯縣伊利湖沿岸地區居民逐漸感到倫敦離當地太遠，不便當地居民到法庭出席聆訊或辦理土地註冊程序。此外，當地居民亦認為他們所繳納的稅款中過多用於倫敦及其周邊地區，因而爭取脫離倫敦區另立地方政區。
區級行政區別於1849年取消，其行政功能由縣級行政區別取代，倫敦區遂告解散。米德爾塞克斯縣伊利湖沿岸地區則於1852年以在任加拿大省總督埃爾金伯爵之名設為埃爾金縣，縣治設於聖湯瑪士。當時埃爾金縣的性質為一座臨時縣；在其法院和監獄大樓落成前，該縣維持與米德爾塞克斯縣聯合管理。埃爾金縣臨時縣議會於1852年4月15日在聖湯瑪士首次召開會議，而隨著埃爾金縣法庭和監獄大樓接近完工，兩縣聯合政府亦於1853年9月30日正式解散，埃爾金縣隨之自設縣級政府。

## 社区
埃爾金縣轄下7個鎮鄉如下：
- 镇
- 自治區（Municipality of Bayham）
- 中埃尔金自治区（Municipality of Central Elgin）
- 德頓/自治區（Municipality of Dutton/Dunwich）
- 西埃尔金自治区（Municipality of West Elgin）
- 马拉海德鄉（Township of Malahide）
- 鄉